# 弗里茨·布赫洛
弗里茨·布赫洛（德語：Fritz Buchloh，1909年11月26日—1998年7月22日），德国男子足球运动员，场上位置是守门员。他曾代表德国参加1934年和1938年国际足联世界杯，其中1934年世界杯获得季军。他也曾参加1936年夏季奥运会。